# Hans von Guretzky-Cornitz

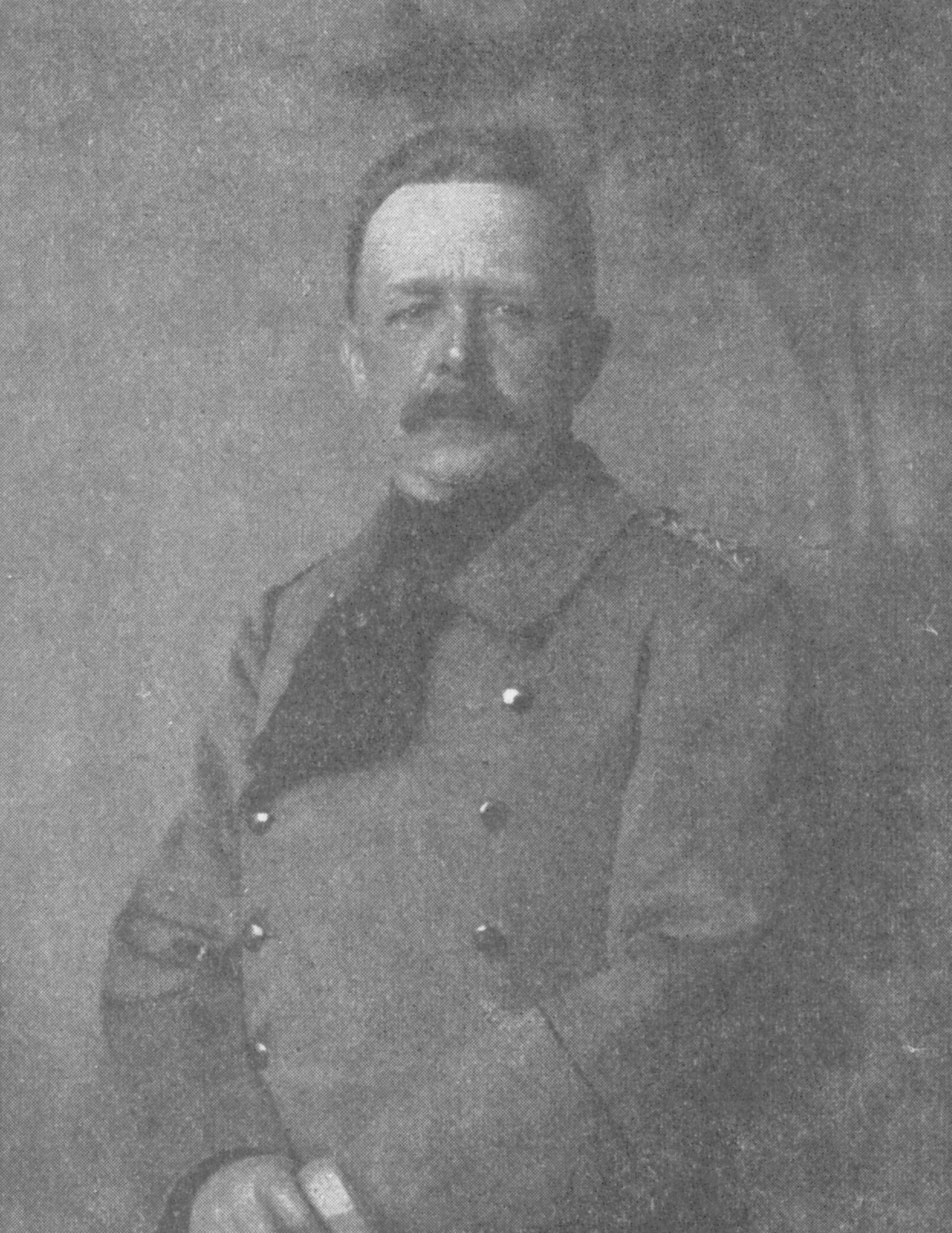
Hans von Guretzky-Cornitz

Hans Karl Moritz von Guretzky-Cornitz (* 10. August 1855 in Fürstenwalde/Spree; † 27. Juli 1917 in Aachen) war ein preußischer General der Infanterie.

## Leben

### Herkunft
Hans war ein Sohn des preußischen Generals der Kavallerie Hermann von Guretzky-Cornitz (1828–1892) und dessen Ehefrau Thekla, geborene von Leipziger (1831–1910).

### Militärkarriere
Nach dem Besuch des Kadettenkorps wurde Guretzky am 19. April 1873 als charakterisierter Fähnrich dem 4. Garde-Grenadier-Regiment Königin der Preußischen Armee in Koblenz überwiesen und avancierte bis Mitte Oktober 1874 zum Sekondeleutnant. Von Ende März 1878 bis Mitte September 1880 war er Adjutant des Füsilier-Bataillons und absolvierte zu Beginn des Folgemonats zur weiteren Ausbildung für drei Jahre die Kriegsakademie in Berlin. Mitte Juni 1884 stieg Guretzky zum Premierleutnant auf und wurde am 14. März 1885 unter Stellung à la suite seines Regiments als Adjutant zur Inspektion der Infanterieschulen kommandiert. Ende März 1888 seinem Regiment aggregiert, war er ab 1. April auf ein Jahr zur Dienstleistung beim Großen Generalstab kommandiert und erhielt am 22. März 1889 den Charakter als Hauptmann. Unter Verleihung des Patents zu seinem Dienstgrad erfolgte am 21. Juli 1889 seine Ernennung zum Kompaniechef. Am 10. April 1894 wurde Guretzky zur Dienstleistung als Generalstabsoffizier zur 19. Division kommandiert und Mitte Mai 1894 unter Belassung in diesem Kommando in den Generalstab der Armee versetzt. Mitte Februar 1895 stieg er zum Major auf und wurde Anfang August 1895 zum Generalstab des VI. Armee-Korps versetzt. Mit der Versetzung in den Großen Generalstab erfolgte zum 1. Februar 1899 seine  Kommandierung zum Stab des Generalkommandos des XI. Armee-Korps und mit Wirkung vom 1. April 1899 zum XVIII. Armee-Korps. Als Bataillonskommandeur war Guretzky vom 22. Mai 1900 bis zum 17. Dezember 1901 im Königin Elisabeth Garde-Grenadier-Regiment Nr. 3 tätig und avancierte zum Oberstleutnant. Anschließend in den Generalstab der Armee versetzt, wurde er zugleich mit der Wahrnehmung der Geschäfte als Chef des Stabes des IX. Armee-Korps beauftragt und am 12. September 1902 zum Chef dieses Stabes ernannt. Mitte Mai 1904 zum Oberst befördert, war er vom 22. April 1905 bis zum 30. April 1908 Kommandeur des Königin Augusta Garde-Grenadier-Regiments Nr. 4 und wurde anschließend mit der Führung der in Aachen stationierten 29. Infanterie-Brigade beauftragt. Unter Beförderung zum Generalmajor erfolgte am 18. August 1908 seine Ernennung zum Kommandeur dieser Brigade. Nachdem man Guretzky am 20. März 1911 mit der Führung der 1. Division in Königsberg beauftragt hatte, wurde er am 21. April 1911 Generalleutnant und Divisionskommandeur. In dieser Eigenschaft mit dem Stern zum Roten Adlerorden II. Klasse mit Eichenlaub ausgezeichnet, wurde er in Genehmigung seines Abschiedsgesuches am 27. Dezember 1913 mit Pension zur Disposition gestellt. Nach seiner Verabschiedung erhielt er anlässlich des Ordensfestes im Januar 1914 den Kronen-Orden I. Klasse.
Gemäß seiner Mobilmachungsbestimmung wurde Guretzky zu Beginn des Ersten Weltkriegs wiederverwendet. Als Kommandeur der 9. Reserve-Division führte er seine Truppen zunächst in der mehrtägigen Schlacht bei Longwy, nahm an den Kämpfen um die Maas-Übergänge teil und trat an der Nordostfront der Festung Verdun in den Stellungskrieg über. Verstärkt durch schwere Artillerie verlegte die Division im Oktober 1914 nach Flandern, war hier in die verlustreichen Kämpfe um Ypern eingebunden und kehrte anschließend in die Stellungen vor Verdun zurück. Dort erhielt Guretzky am 27. Januar 1915 den Charakter als General der Infanterie. Ende Februar 1916 trat seine Division bei der 5. Armee zum Angriff auf Verdun an, kämpfte um Dorf und Fort Vaux und erstürmte den Nordhang der Vaux-Kuppe. In der Annahme  das Fort erobert zu haben, meldete das Armeeoberkommando den „Erfolg“ an das Große Hauptquartier. Daraufhin verlieh Kaiser Wilhelm II. Guretzky am 9. März 1916 die höchste preußische Tapferkeitsauszeichnung, den Orden Pour le Mérite. Nach weiteren verlustreichen Kämpfen um Verdun wurde die Division erschöpfungsbedingt aus der Front gezogen und zunächst in ruhigere Abschnitte in Lothringen und der Champagne verlegt. Nach mehrwöchigen Kämpfen bei der 1. Armee an der Somme befand sich die Division bei der Armeeabteilung B im Oberelsass, kämpfte im Frühjahr 1917 vor der Siegfriedfront und nahm an dem frontverkürzenden Rückzug teil. Bereits seit einiger Zeit schwer erkrankt, ist Guretzky am 27. Juli 1917 verstorben.

### Familie
Aus seiner am 11. Oktober 1889 in Radegast geschlossenen Ehe mit Antoinette von Restorff (1871–1946) ging mindestens eine Tochter hervor.